# 西南薹草
西南薹草（学名：Carex austro-occidentalis）为莎草科薹草属下的一个种。分布于中国大陆的四川等地，生长于海拔2,300米至2,400米的地区，多生在林下和路旁湿草地，目前尚未由人工引种栽培。

## 扩展阅读
- 維基物種上的相關：西南薹草